# Nilobezzia hamifera
Nilobezzia hamifera är en tvåvingeart som först beskrevs av Jean-Jacques Kieffer 1913.  Nilobezzia hamifera ingår i släktet Nilobezzia och familjen svidknott. Inga underarter finns listade i Catalogue of Life.